# Dominio a fattorizzazione unica
In algebra, un dominio a fattorizzazione unica (o anello a fattorizzazione unica; spesso abbreviato in UFD, dall'inglese Unique Factorization Domain) è un dominio in cui vale un analogo del teorema fondamentale dell'aritmetica, ovvero in cui ogni elemento può essere scritto in modo unico come prodotto di elementi primi, analogamente a quanto accade per i numeri interi e la scomposizione in numeri primi.

## Definizione
Un dominio d'integrità A è un dominio a fattorizzazione unica se ogni elemento x di A non nullo e non invertibile può essere scritto come prodotto di elementi irriducibili
{\displaystyle x=p_{1}p_{2}\cdots p_{n}}
e questa rappresentazione è unica, nell'accezione seguente: se q1,...,qm sono elementi irriducibili di A tali che
{\displaystyle x=q_{1}\cdots q_{m}}
allora m = n ed esiste una corrispondenza biunivoca φ : {1,...,n} {\displaystyle \to } {1,...,n} tale che pi e qφ(i) sono associati, per ogni i = 1, ..., n; ovvero, a meno di riordinare i fattori, {\displaystyle p_{i}=u_{i}q_{i}}, dove ui è un elemento invertibile dell'anello.
Alternativamente, A è un dominio a fattorizzazione unica se ogni elemento non invertibile è prodotto di elementi primi: in questo caso, l'unicità è già garantita dalle proprietà degli elementi primi. Un'ulteriore caratterizzazione equivalente che usa gli elementi primi è stata dimostrata da Irving Kaplansky: un dominio è un UFD se e solo se ogni ideale primo contiene un elemento primo.

## Esempi
Un primo esempio è dato dai campi, come il campo dei numeri razionali {\displaystyle \mathbb {Q} } o reali {\displaystyle \mathbb {R} }: in questo caso, tutti gli elementi non nulli sono invertibili, e quindi tutte le fattorizzazioni sono banali. Un esempio più interessante è l'anello {\displaystyle \mathbb {Z} } dei numeri interi (grazie al teorema fondamentale dell'aritmetica).
Esempi importanti sono gli anelli K[X1,...,Xn] dei polinomi a coefficienti in un campo K e K[[X1,...,Xn]], l'anello   delle serie formali.
Più in generale, ogni dominio ad ideali principali e ogni dominio euclideo è a fattorizzazione unica.
Tra gli anelli di interi algebrici, l'anello degli interi gaussiani {\displaystyle \mathbb {Z} [i]} è a fattorizzazione unica, mentre {\displaystyle \mathbb {Z} [{\sqrt {-5}}]} (che comprende tutti i numeri complessi del tipo {\displaystyle a+b{\sqrt {-5}}}, dove a e b sono interi) non lo è, perché 6 si fattorizza in due modi diversi, come {\displaystyle ~2\cdot 3~} e {\displaystyle (1+{\sqrt {-5}})\cdot (1-{\sqrt {-5}})}, e questi quattro fattori sono irriducibili e non equivalenti.

## Proprietà
In un dominio a fattorizzazione unica, le nozioni di elemento primo ed elemento irriducibile coincidono; più precisamente, un dominio A è un UFD se e solo se è atomico (ovvero se ogni elemento può essere scritto come prodotto di elementi irriducibili) e se gli elementi primi ed irriducibili coincidono.
Ogni coppia (o insieme finito) di elementi in A ha un massimo comune divisore ed un minimo comune multiplo, definiti analogamente a quanto accade negli interi; questi possono essere ricavati dalla fattorizzazione. Dall'esistenza dei massimi comun divisori segue che ogni UFD è integralmente chiuso; questo criterio può essere a volte usato per dimostrare che certi anelli non sono a fattorizzazione unica.
La proprietà di essere a fattorizzazione unica si conserva passando agli anelli di polinomi, ovvero A è un UFD se e solo se A[X] è un UFD. Per induzione, anche gli anelli A[X1, ..., Xn] sono a fattorizzazione unica: ad esempio questo avviene per l'anello K[X1, ..., Xn] dei polinomi a coefficienti in un campo. Per n > 1, quest'ultimo caso è un esempio di UFD che non è ad ideali principali; più in generale, un UFD è ad ideali principali se e solo se la sua dimensione di Krull è 0 o 1.
Al contrario degli anelli di polinomi, non è detto che, se A è a fattorizzazione unica, lo sia anche l'anello delle serie formali A[[X]]; un caso particolare (ma importante) in cui questa proprietà è invece vera si ha quando A=K è un campo. Più in generale, se A è un anello regolare a fattorizzazione unica, anche A[[X]] è un UFD regolare.